# Star Wars: Rebel Assault

Logo do jogo eletrônico lançado em 1993.

 Star Wars: Rebel Assault foi o primeiro jogo exclusivo de CD-ROM publicado pela LucasArts. Ele se ambienta no universo da série Star Wars. Ele foi primeiramente lançado para o PC, seguido por lançamentos subseqüentes para as plataformas Sega CD, Mac e 3DO.

## O Jogo
Star Wars: Rebel Assault é um jogo eletrônico de tiro em primeira pessoa, desenvolvido e publicado pela LucasArts para sistemas DOS, Apple Macintosh [[Apple 
Macintosh|Mac]] , Sega CD e 3DO Interactive Multiplayer 3DO, ambientado no universo Star Wars. Lançado em 1993, foi o primeiro jogo 
exclusivo de CD-ROM publicado pela LucasArts.
O jogo apresenta filmagem digitalizada e música dos filmes originais (embora a maior parte da filmagem original seja substituída por sequências renderizadas CGI) e fala completa. Rebel Assault é um dos títulos mais antigos a fazer uso de vídeo full motion extensivo (FMV) no PC PC.
O vídeo foi usado para exibir gráficos 3D pré-renderizados que estavam muito à frente do que um PC contemporâneo poderia renderizar tempo real. Os desenvolvedores 
pré-renderizaram vários ambientes e batalhas e o jogador voou por esses ambientes

## Jogabilidade
O jogo consiste em quatro tipos de missão: Três tipos de vôo espacial e uma missão percorrida a pés pelo personagem. Os três tipos de missão de vôo espacial são terceira pessoa (níveis 1, 3, 5, 7 e 11), visão aérea (níveis 1 e 13) e primeira pessoa (níveis 2, 4, 5, 6, 8, 10, 12, 14 e 15). Em todos os três tipos, a nave geralmente segue o mesmo cursor que aponta seu tiroteio. Se o jogador mover o cursor de mira após o disparo, os tiros que já foram disparados seguirão o cursor. Nove dos quinze níveis são de primeira pessoa, que tem movimento mais restrito do que em outros modos. Como tal, o fogo inimigo não pode ser evitado neste modo; em vez disso, o jogador deve atirar no inimigo dentro de um determinado período de tempo para evitar receber danos, como em um jogo de arma leve. Apenas o nível 9 entra o tipo de missão a pé. Este nível coloca o jogador em uma série de três configurações estacionárias, embora o personagem do jogador possa ser manobrado horizontalmente para evitar o fogo inimigo. Os pontos de bônus são concedidos pela precisão e se os objetivos secundários são alcançados.Em alguns casos, filmagens reais foram efetuadas para o jogo com atores, e um modelo do Star Destroyer foi digitalizado, uma minicâmera capturou imagens dando voltas ao redor da maquete).A maioria dos gráficos foi pré-renderizada em 3D.

## História
O jogo segue as aventuras de um jovem piloto conhecido apenas como Rookie One, um fazendeiro de umidade de Tatooine no estilo de Luke Skywalker. O jogo se passa em grande parte durante os eventos do ‘Episódio IV: Uma Nova Esperança’, no entanto, as sequências de ‘O império contra ataca’ estão incluídas.
A missão começa com o treinamento de Rookie One, seguido por um ataque ao Star Destroyer Devastator, após sua captura do Tantive IV nos eventos do filme. O esquadrão rebelde então defende a base rebelde em Hoth do ataque mostrado no filme ‘O império contra ataca’, e finalmente lança um ataque à Estrela da Morte, com o jogador tomando o lugar de Luke Skywalker na destruição da estação de batalha. Cada um dos 15 capítulos apresenta seu próprio breve clipe de "finalização alternativa" que é reproduzido se o jogador ficar sem vidas e, portanto, falhar na missão.
Todos os personagens originais são substituídos por novos personagens e vozes e, em alguns casos, novas situações. Por exemplo, Han Solo e a nave ‘Millennium Falcon’ são substituídos pelo Comandante Rebelde Jake Farrell em uma nave Wing, a  que salva o Rookie One, pouco antes de ele dar o tiro final na Estrela da Morte.
O jogo foi seguido por Star Wars: Rebel Assault II: The Hidden Empire.

## Recepção
Star Wars: Rebel Assault foi um sucesso comercial. LucasArts despachou 110.000 unidades para varejistas no primeiro dia do jogo, e as vendas globais atingiram 400.000 unidades em meados de 1994. No verão de 1994, esse número subiu para 500.000 unidades. O jogo vendeu 1,5 milhão de cópias, na época.